# Nikolái Malkó
Nikolai Malkó (en ruso: Никола́й Андре́евич Малько́; Vínnitsa, Ucrania, 4 de mayo de 1883-Sídney, Australia, 23 de junio de 1961) fue un director de orquesta. Fue el director principal de la Orquesta Filarmónica de Leningrado y profesor en el convervatorio de la misma ciudad. Estrenó dos sinfonías de Dmitri Shostakóvich.

## Biografía
Malkó se graduó en 1909 en el Conservatorio de San Petersburgo, donde tuvo como profesores a Rimski-Kórsakov, Aleksandr Glazunov y Anatoli Liádov. Ese mismo año dirigió por primera vez a una orquesta en el Teatro Mariinski y seis años después, se convirtió en el director principal de dicho teatro. 
Desde 1909 estudió dirección en Múnich con Felix Mottl. En 1918 fue nombrado director del conservatorio de Vítebsk y desde 1921, enseñó en el Conservatorio de Moscú. En 1925 fue profesor del Conservatorio de Leningrado, y al año siguiente, en director de la Orquesta Filarmónica de Leningrado, con la que estrenó con gran éxito, el 12 de mayo de dicho año, la Primera Sinfonía de Shostakóvich. Al año siguiente, estrenó la segunda sinfonía del mismo compositor, de la cual Malkó era el dedicatario.
En 1928, su alumno Aleksandr Gauk le sucedió como director del conservatorio de Leningrado, donde siguió dando clases, hasta 1929, cuando fue invitado a Occidente, donde viajó con su esposa, y ya no regresaron a la Unión Soviética hasta treinta años después, cuando el Ministerio de Cultura soviético le invitó a dirigir conciertos en Moscú, Leningrado y Kiev.